# (7707) Yes
(7707) Yes est un astéroïde de la ceinture principale.

## Description
(7707) Yes est un astéroïde de la ceinture principale. Il est découvert par Carl W. Hergenrother le 17 avril 1993 à la station Catalina. Il présente une orbite caractérisée par un demi-grand axe de 2,6525 UA, une excentricité de 0,1407 et une inclinaison de 15,6817° par rapport à l'écliptique.
Il est nommé en hommage à Yes, groupe de rock progressif.

## Compléments